# Sea Point Days
Pour plus de détails, voir Fiche technique et Distribution.
Sea Point Days est un film documentaire sud-africain réalisé par François Verster, sorti en 2008.

## Synopsis
Le long du centre urbain le plus au méridional de l’Afrique, gît une bande de terrain très particulière qui sépare la ville de l’océan. D’un côté bordé par l’Océan Atlantique en belle toile de fond et de l’autre par Signal Hill, la promenade maritime – et les piscines publiques en son milieu – forme un espace comme il n’en existe pas d’autre au Cap. Autrefois bastion de l’Apartheid, c’est aujourd’hui un lieu unique pour son apparente mixité d’âges, de races, de genres, de religions, de statuts sociaux ou d’orientations sexuelles. D’une certaine manière cet espace est devenu l’un de ceux où les sud-africains sentent qu’ils ont le droit d’exister – et où, par conséquent, les possibilités d’être heureux dans un monde divers sont envisageables. Quelle est la réalité vécue et expérimentée par ceux qui arrivent dans cette ville ? Comment les gens vivent-ils leur passé, leur expérience actuelle dans cet espace, et par extension leur avenir dans ce pays ?

## Fiche technique
- Réalisation : François Verster
- Production : Luna Films
- Image : François Verster, Peter Lichti
- Son : François Verster
- Montage : François Verster
- Musique : Peter Coyte